# يوم أقرن
يوم أقرن غزا عمرو بن عمرو بن عدس التميمي بني عبس، فأخذ إبلهم واستاق سبيهم وعاد، حتى إذا كان أسفل ثنية أقرن، نزل وابتنى بجارية من السبي، ولحقه الطلب فاقتتلوا قتالا شديدا، فقتل أنس الفوارس ابن زياد العبسي عمرا وابنه حنظلة، واستردوا الغنيمة والسبي، فنعى جرير على بني دارم ذلك فقال : أتنسون عمرا يوم برقة أقرن وحنظلة المقتول إذ هو يافعا
وكان عمرو أسلع أبرص، وكان هو ومن معه قد أخطأوا ثنية الطريق في عودهم وسلكوا غير الطريق، فسقطوا من الجبل الذي سلكوه فلقوا شدة ففي ذلك يقول عنترة :
كأن السرايا يوم نيق وصارة***عصائب طير ينتحين لمشرب
شفى النفس مني أو دنا لشفائها**تهورهم من حالق متصوب
وقد كنت أخشى أن أموت ولم تقم***مراتب عمرو وسط نوح مسلب
وكانت أم سماعة بن عمرو من عبس، فزاره خاله فقتله بابنه، فقال في ذلك مسكين الدارمي :
وقاتل خاله بأبيه منا***سماعة لم يبع نسبا بخال